# Šarišské Dravce
Šarišské Dravce (węg. Daróc) – wieś (obec) na Słowacji, w kraju preszowskim, w powiecie Sabinov, w regionie zwanym Szaryszem. Zwarta zabudowa wsi znajduje się nad obydwoma brzegami potoku o nazwie Kučmanovský potok i jego dopływu – potoku Goduša. Pierwsza pisemna wzmianka o miejscowości pochodzi z roku 1295.

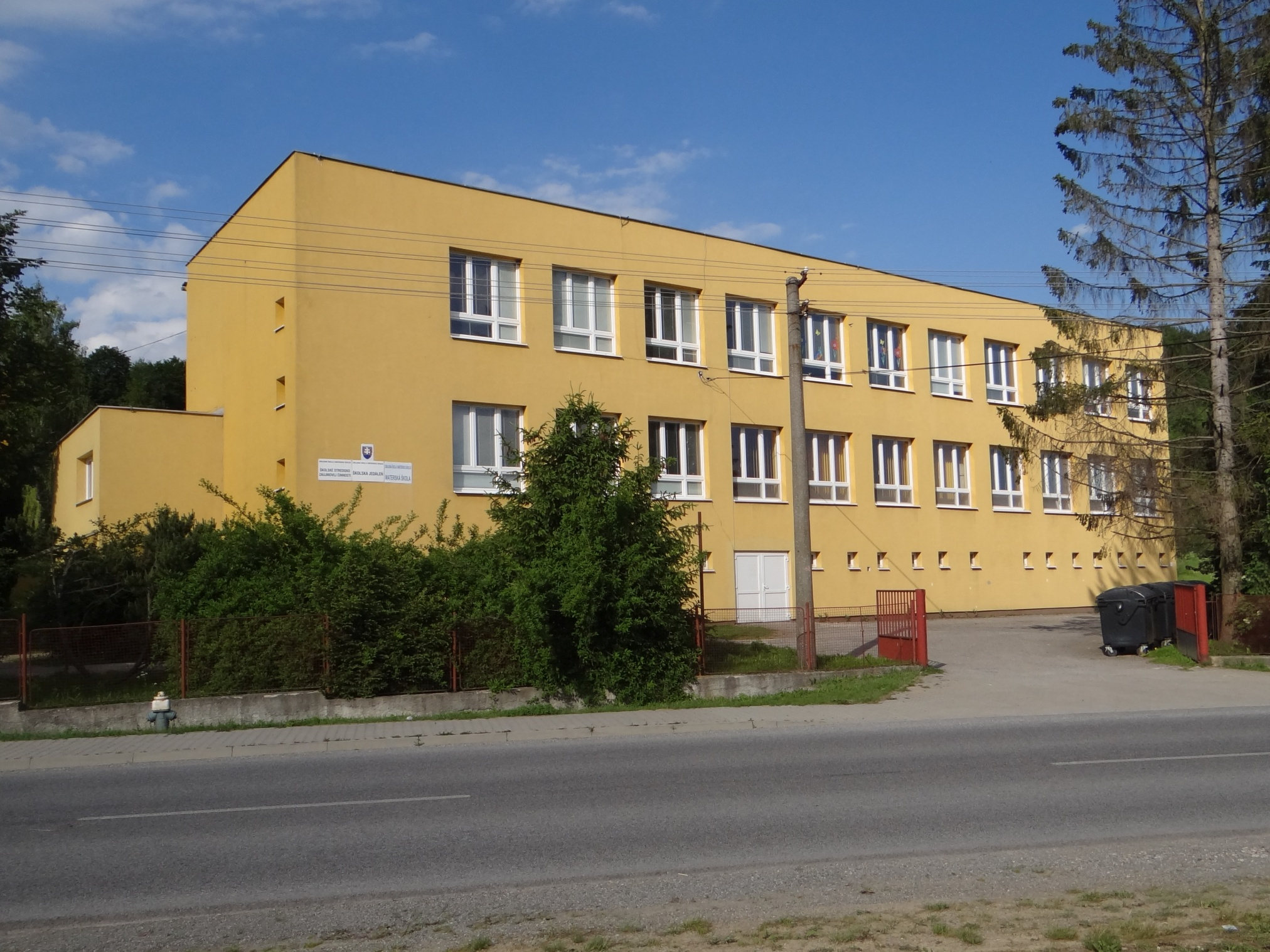
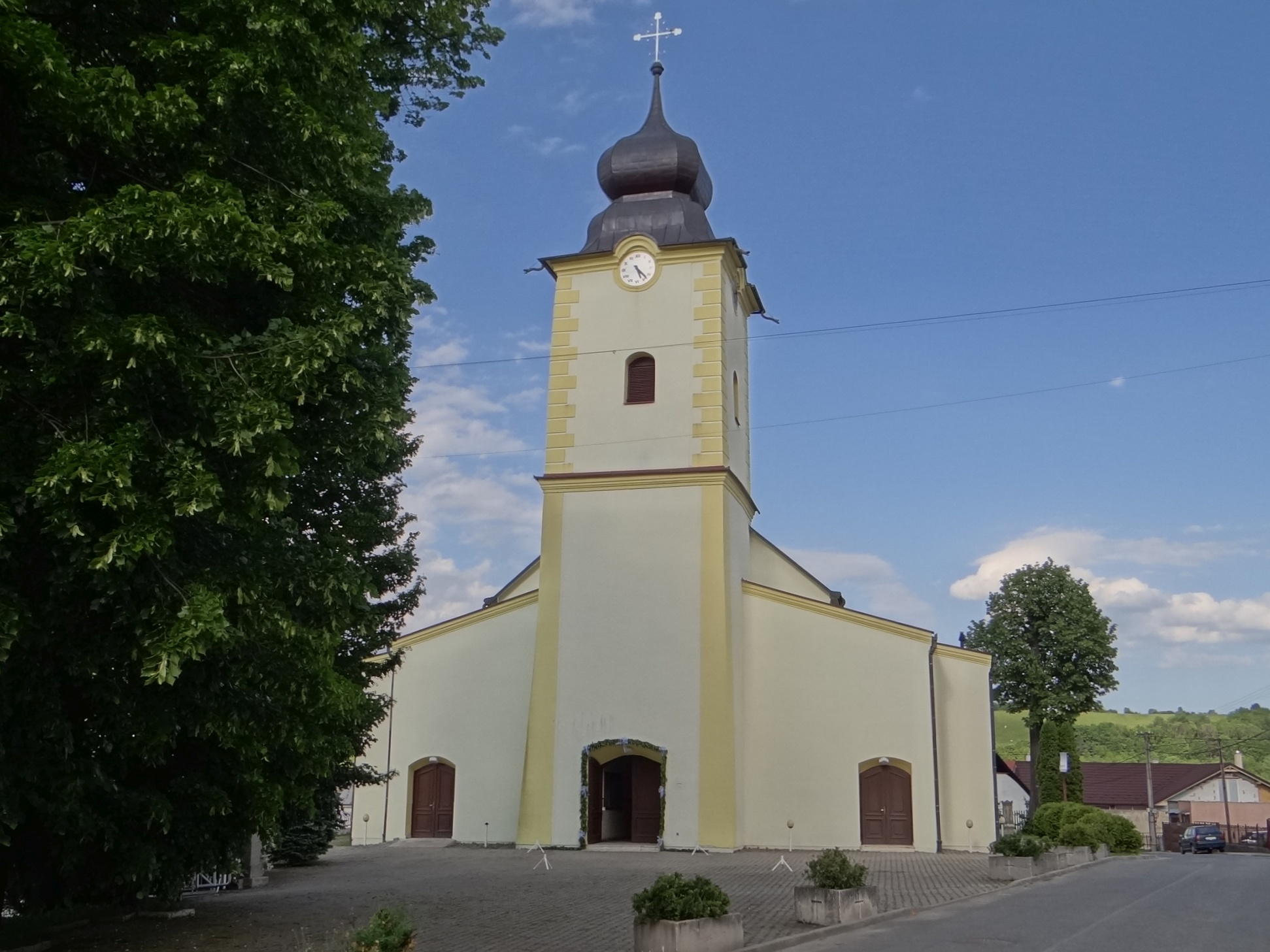
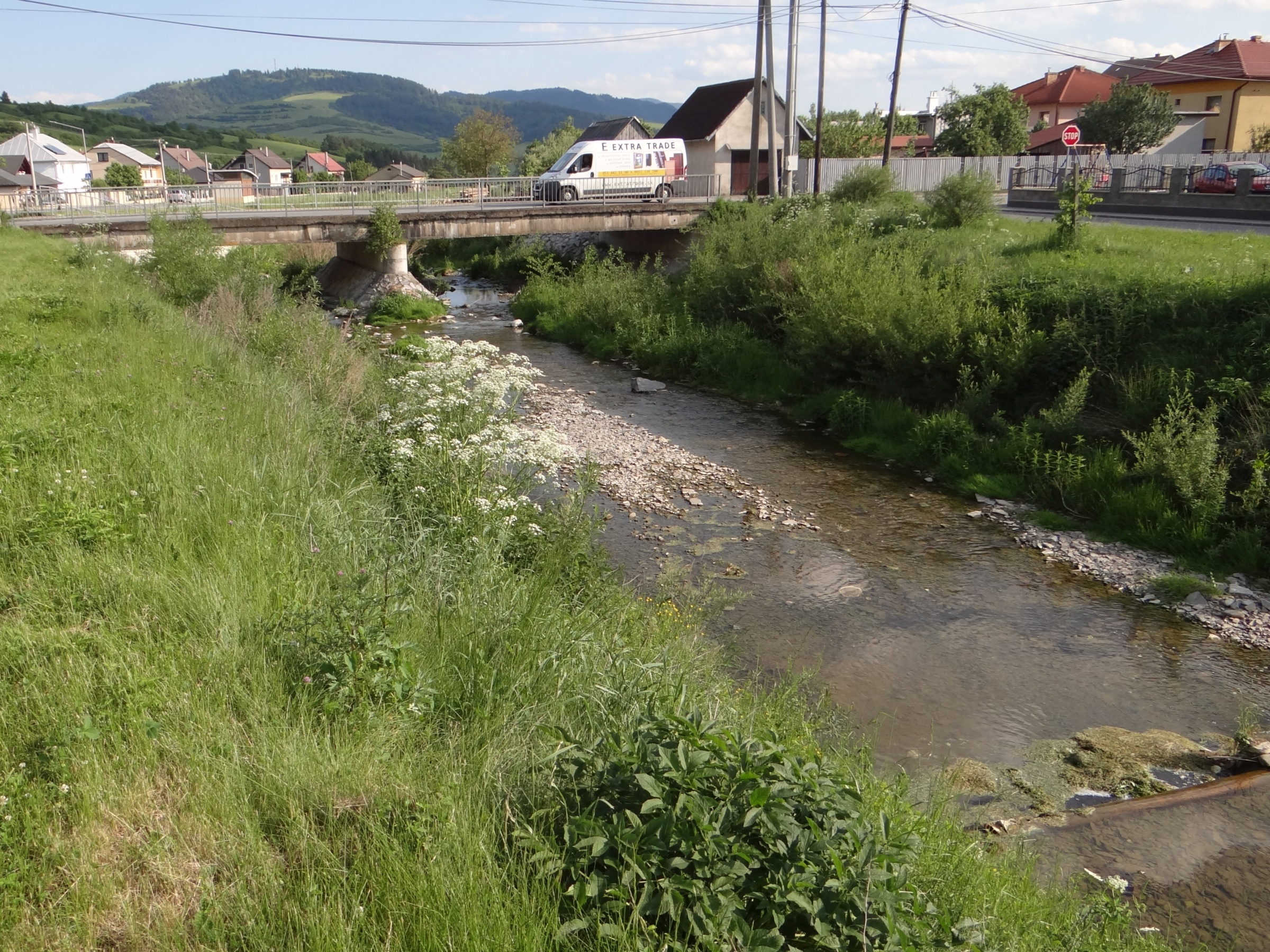